# Кладовикова, Валерия Валерьевна
Валерия Валерьевна Кладовикова (в девичестве — Выборова) (род. 9 июля 1985 года, Иркутск) — российская спортменка-стрелок. Трёхкратная чемпионка Сурдлимпийских игр (2009, 2013). Чемпионка Европы 2015 года. Серебряный призёр чемпионата мира 2016 года. Трёхкратная чемпионка России (2014, 2016, 2017). Заслуженный мастер спорта России по пулевой стрельбе (спорт глухих) (2010).

## Биография
Начала заниматься стрельбой под руководством Галины Николаевны Корзун.
Окончила иркутский филиал Российского государственного университета физической культуры, спорта, молодёжи и туризма.
В настоящее время тренируется в Центре спортивной подготовки сборных команд Иркутской области.
С 2005 года входит в сурдлимпийскую сборную России. На своей первой Сурдлимпиаде в Мельбурне соревновалась вместе с мужчинами, так как отдельных дисциплин для женщин ещё не было предусмотрено. Заняла 4 место в стрельбе из пневматического пистолета с 10 метров и 7 место в стрельбе из малокалиберного пистолета с 50 метров.
В 2009 году на Сурдлимпийских играх в Тайбее завоевала две золотых медали в стрельбе с 10 и 25 метров.
В 2013 году на Сурдлимпийских играх в Софии победила в стрельбе из пневматического пистолета с 10 метров и стала серебряным призёром в стрельбе из малокалиберного пистолета с 25 метров.
Участвовала в эстафете олимпийского огня «Сочи 2014» в Листвянке
В 2017 году на Сурдлимпийских играх в Самсуне дважды стала бронзовым призёром — в стрельбе из пневматического пистолета с 10 метров и малокалиберного пистолета с 25 метров.
Замужем за Михаилом Кладовиковым.